# Анрі Шапу
Анрі́ Шапу́ або Анрі Мішель Антуан Шапу (фр. Henri-Michel-Antoine Chapu; 29 вересня 1833, Ле-Ме-сюр-Сен — 21 квітня 1891, Париж) — французький скульптор, представник академізму. Викладач, професор академії Жульєна.

## Життєпис
Анрі Шапу походив з простої родини. Батько був кучером. Коли йому вдалося влаштуватися консьєржем-охоронцем у Парижі, родина перебралась в столицю Франції.
Хлопець виявив художні здібності і влаштувався 1847 року в так звану Малу школу, аби опанувати малюнок і ремесло декоратора. 1849 року він влаштувався в Школу красних мистецтв, де навчався під керівництвом скульптора Джеймса Прадьє. Прадьє помер 1852 року і керівниками студента став скульптор Франсуа Дюре та художник Леон Коньє.
1851 року він виборов у журі друге місце за римську премію. Жадану премію він здобув 1855 року і відбув у Рим, де удосконалював власну майстерність як скульптор п'ять років на державні кошти. Повернувся в Париж, де працював скульптором. Визнання отримали його скульптури «Меркурій» (1861 р.) та «Жанна д'Арк чує голос Бога» (1870 р.), виконані в стилі академізму і в несміливій манері.
Багато працював в меморіальній пластиці. Виконав декілька портретів відомих на той час науковців і митців Франції. Але ідейні програми монументів Анрі Шапу не виходять за межі типових монументів його сучасників-скульпторів. Особливо це відбилось в монументі на честь художника Франсуа Мілле для міста Шербур. Це погруддя уславленої особи, до якого вдячна жіноча постать покладає квіти. Так ж програма відома в різних варіантах як в надгробках, так і в меморіальних знаках і монументах (Еме-Жуль Далу, Меморіал на часть художника Ежена Делакруа, Анрі Дезіре Гоке, монумент на честь художника Антуана Ватто, Антонін Мерсьє. Монумент композитору Шарлю Гуно).
Саме скульптору Анрі Шапу Спілка літераторів передала змову на створення монумента письменнику Оноре де Бальзаку. Шапу почав працювати і створив декілька малюнків і моделей майбутньої скульптури. В перешкоді стала смерть. Замову на монумент згодом передали увійшовшому в моду Огюсту Родену.
Анрі Шапу роками працював викладачем в академії Жульєна. Помер в Парижі 1891 року.

## Вибрані твори

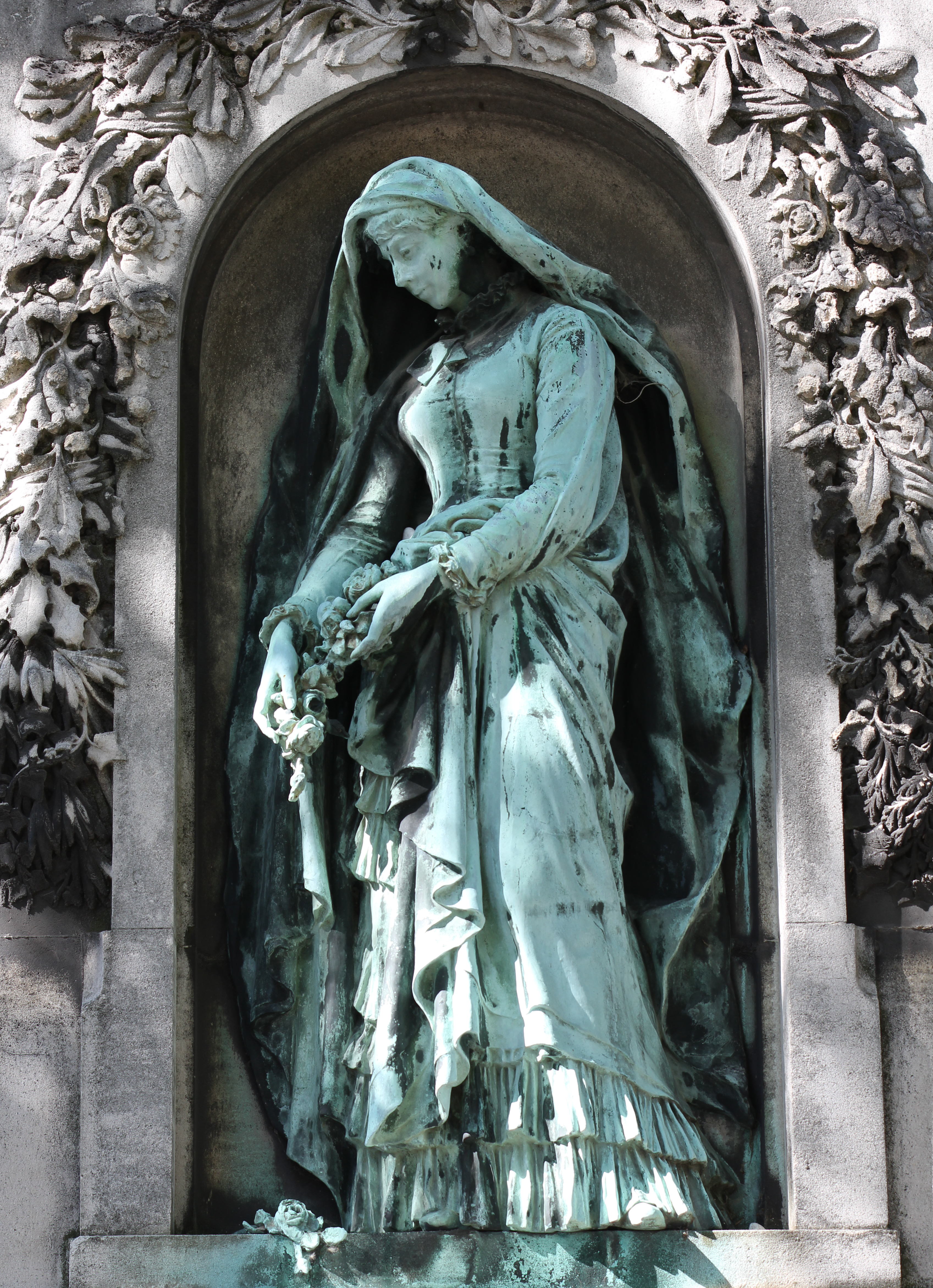
Надгробок Сари Банкроф.

- "Монумент на честь художника Франсуа Мілле ", м. Шербур
- "Меркурій ", 1861
- "Леон Бонна ", погруддя художника, Музей д'Орсе
- "Гектор Мало ", погруддя французького письменника
- "Анрі Реньо ", французький фізик і хімік
- "Жан Рено ", французький філософ, надгробок «Алегорія безсмертя»
- "Жан Кузен ", французький сенатор
- "Алегорія зими ", фасад універмага Printemps Haussmann.
- "Алегорія осені ", фасад універмага Printemps Haussmann
- "Урбен Леверьє ", французький науковець, монумент, Паризька обсерваторія
- «Ференц Касселік», угорський архітектор, монумент в Будапешті
- " Гюстав Флобер ", монумент, мармур, Руан
- «Алегорія живопису»
- «Алегорія скульптури»
- « Жанна д'Арк», Музей д'Орсе
- "Плутон ", садово-паркова скульптура
- "Прозерпіна ", садово-паркова скульптура

## Галерея

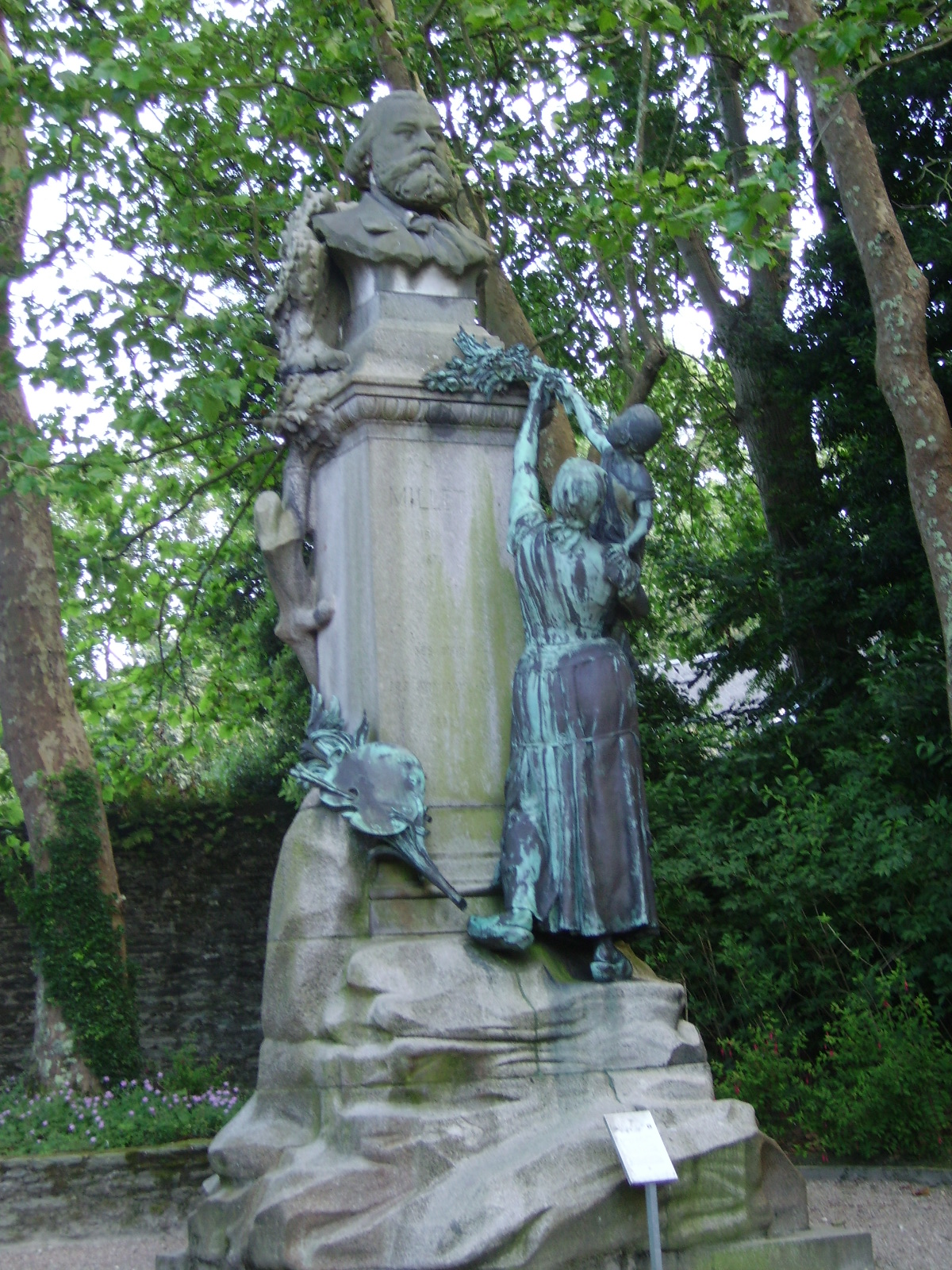
"Монумент на честь художника Франсуа Мілле ", м. Шербур

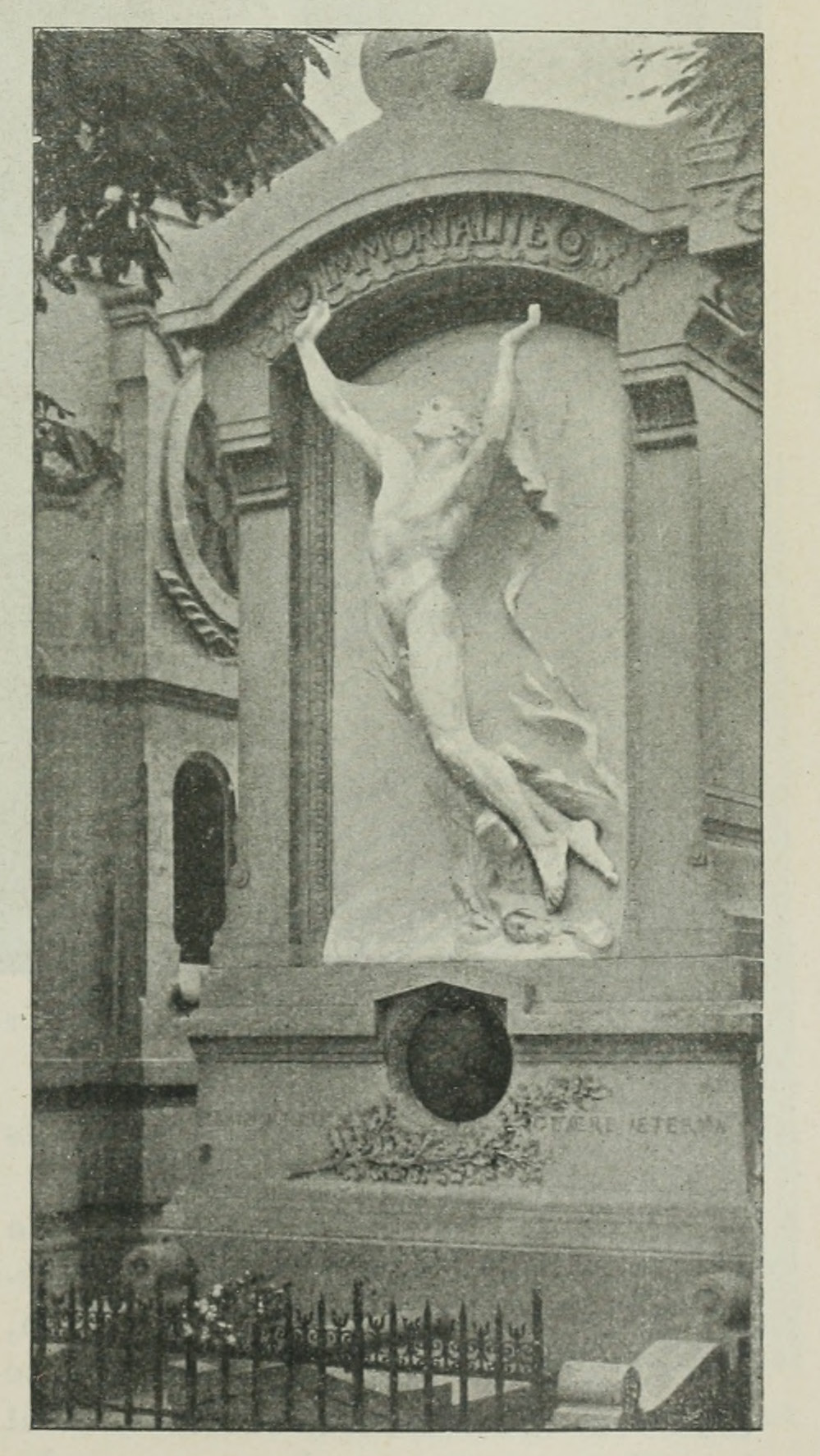
Анрі Шапу . «Жан Рено, надгробок філософа у вигляді алегорії безсмертя»
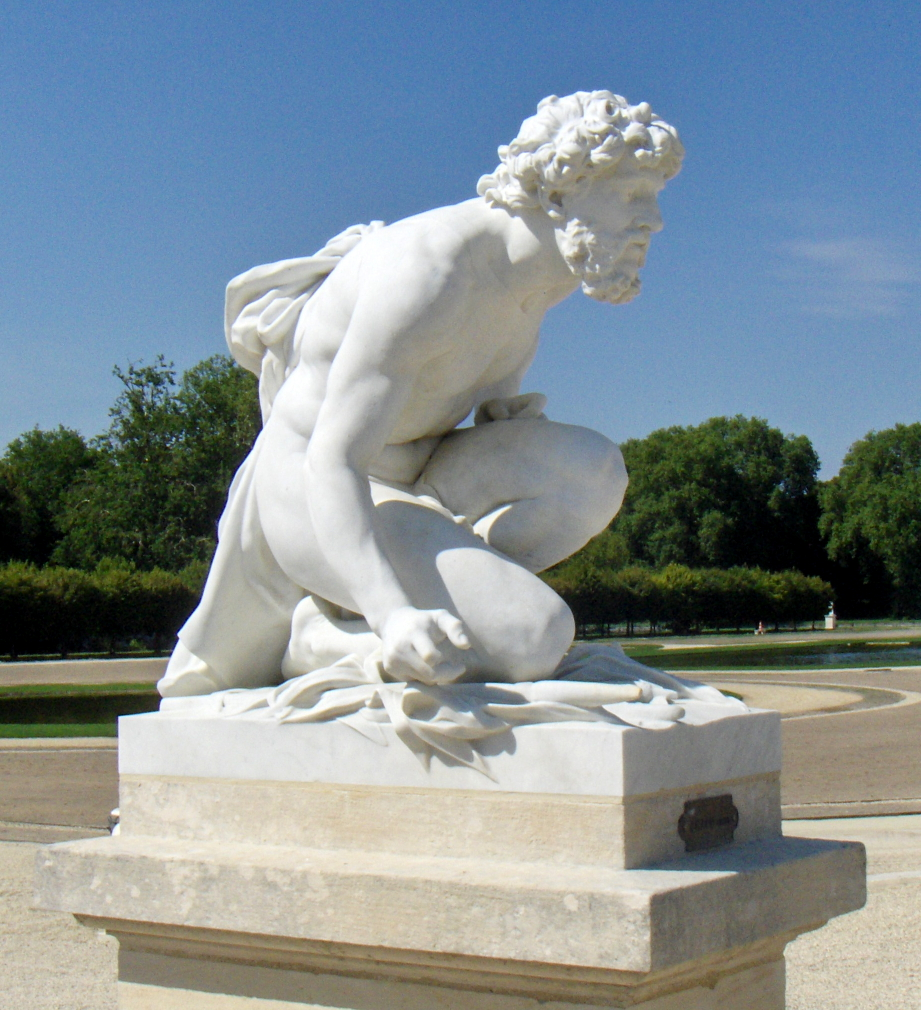
Анрі Шапу. «Плутон», парк замку Шантільї
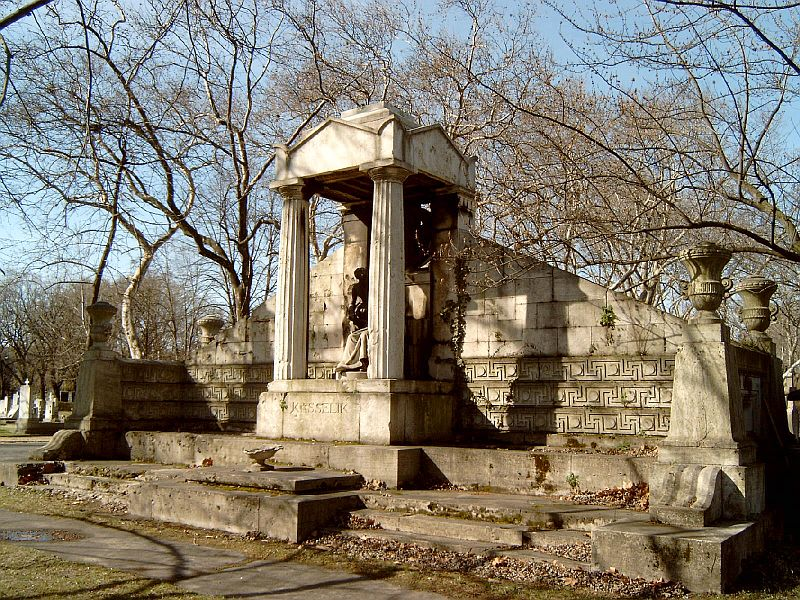
«Ференц Касселік», угорський архітектор, монумент в Будапешті
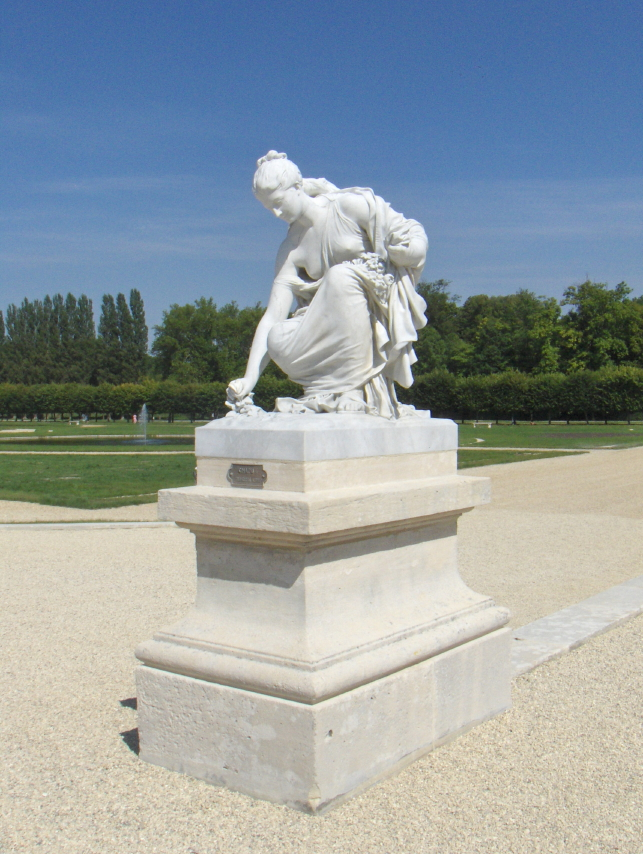
Анрі Шапу. «Прозерпіна», парк замку Шантільї